# NK Bosanac Jenjić
Nogometni klub "Bosanac" (NK Bosanac; Bosanac Jenjić; Bosanac) je bio nogometni klub iz naselja Jenjić, koje je Daytonskim sporazumom podijeljena između općine Donji Žabar, Republika Srpska te općine Orašje, Županija Posavska, Federacija BiH u Bosni i Hercegovini.

## O klubu
Nogometni klub "Bosanac" je osnovan u proljeće 1978. godine, a ime je dobio po poduzeću "Bosanac" iz Orašja koje je kupilo opremu i financijski pomagalo klub. Jenjić u to vrijeme nije bio samostalno naselje, nego dio naselja Vidovice. Prije osnivanja "Bosanca" su mladići u neregestriranim momčadima "Soko" i "Real" igrali prijateljske utakmice protiv klubova iz susjednih mjesta. 

"Bosanac" se od sezone 1978./79. do 1980./81. natjecao u "Općinskoj ligi Orašje-Brčko", dok je u sezoni 1981./82. igrao u "Općinskoj ligi Orašje", te je odustao od natjecanja na polusezoni i klub se ugasio.

## Pregled plasmana
| sezona    | rang lige | liga                       | poz.    | klubova u ligi | ut      | pob     | ner     | por     | gol+    | gol-    | bod     | napomene               | izvori  |
| Bosanac   | Bosanac   | Bosanac                    | Bosanac | Bosanac        | Bosanac | Bosanac | Bosanac | Bosanac | Bosanac | Bosanac | Bosanac | Bosanac                | Bosanac |
| --------- | --------- | -------------------------- | ------- | -------------- | ------- | ------- | ------- | ------- | ------- | ------- | ------- | ---------------------- | ------- |
| 1978./79. | VII.      | Općinska liga Orašje-Brčko | 6.      | 11             | 20      | 3       | 4       | 13      | 23      | 61      | 9       |                        | [ 1 ]   |
| 1979./80. | VII.      | Općinska liga Orašje-Brčko | 6.      |                |         |         |         |         |         |         |         |                        | [ 1 ]   |
| 1980./81. | VII.      | Općinska liga Orašje-Brčko | 13.     | 13             |         |         |         |         |         |         | 7       |                        | [ 1 ]   |
| 1981./82. | VII.      | Općinska liga Orašje       | 5.      | 5              | 4       | 0       | 0       | 4       | 9       | 31      | 0       | odustali na polusezoni |         |
|           |           |                            |         |                |         |         |         |         |         |         |         |                        |         |
|           |           |                            |         |                |         |         |         |         |         |         |         |                        |         |

## Unutrašnje poveznice
- Jenjić